# Villamiel de Toledo
Villamiel de Toledo ist eine spanische Gemeinde  (municipio) in der Provinz Toledo der Autonomen Region Kastilien-La Mancha. 2024 hatte die Gemeinde 1.069 Einwohner. Die Gemeindefläche beträgt 41,68 km². 

## Lage
Villamiel de Toledo liegt etwa 18 Kilometer nordwestlich von Toledo und etwa 70 Kilometer südwestlich von Madrid in einer Höhe von ca. 485 m. 

## Bevölkerungsentwicklung
| Jahr      | 1970 | 1981 | 1991 | 2001 | 2011 | 2021 |
| --------- | ---- | ---- | ---- | ---- | ---- | ---- |
| Einwohner | 380  | 530  | 272  | 472  | 931  | 997  |

## Sehenswürdigkeiten
- Marienkirche (Iglesia de Nuestra Señora de la Redonda)
- Rathaus

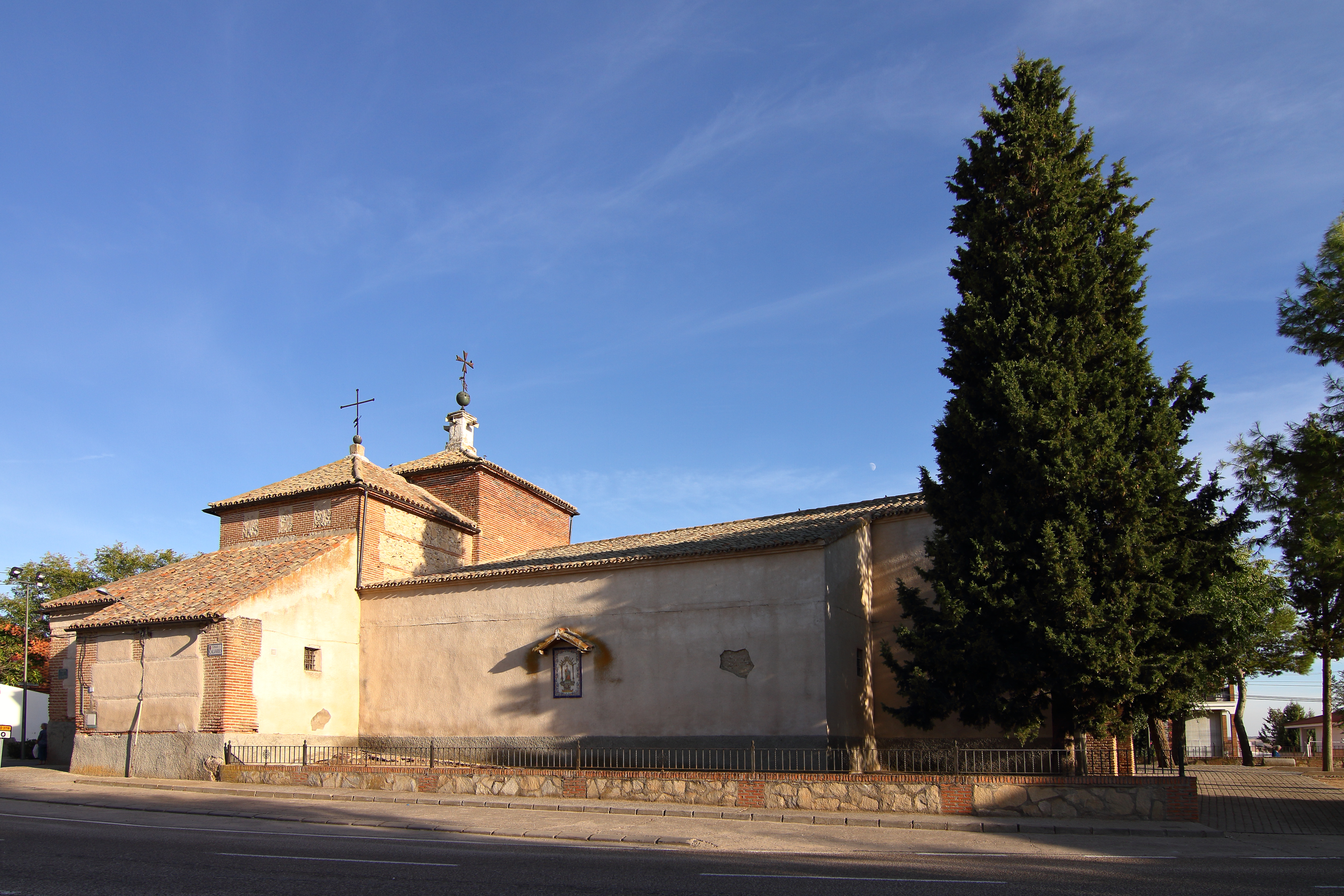
Marienkirche
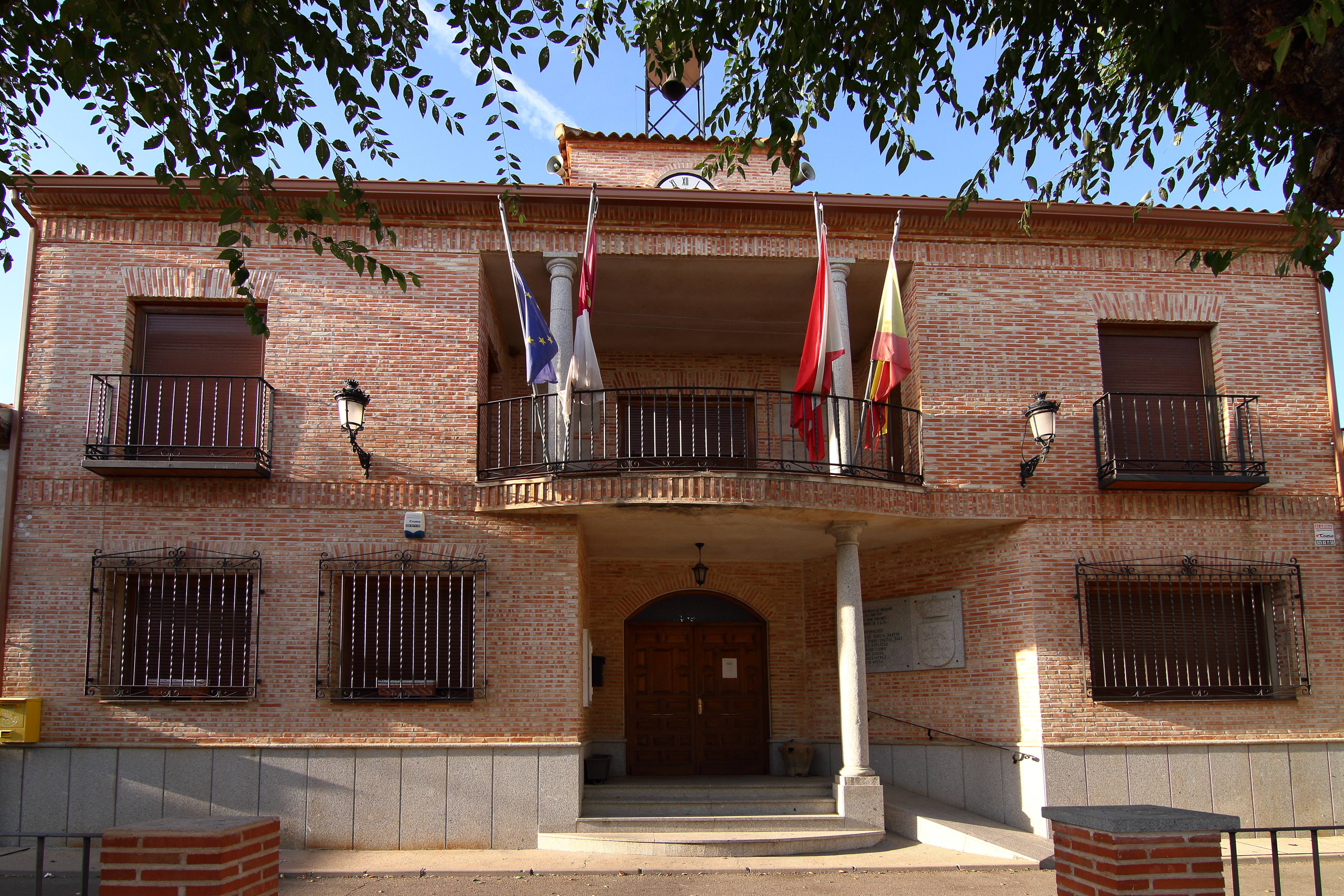
Rathaus